# Belabo (upazila)
Belabo (en bengali : বেলাবো) est une upazila du Bangladesh dans le district de Narsingdi. En 1991, on y dénombrait 145 708 habitants.